# Scartella caboverdiana
Scartella caboverdiana är en fiskart som beskrevs av Bath, 1990. Scartella caboverdiana ingår i släktet Scartella och familjen Blenniidae. Inga underarter finns listade i Catalogue of Life.